# Lennart Ribbing (militär)
Lennart Ribbing, född 23 februari 1654 på Sperlingsholm i Övraby socken, Halland, död 24 november 1733 på Vik i Lekaryds socken, Jönköpings län, var en svensk militär. Han var måg till Lennart Ribbing.
Lennart Ribbing var son till överste Arvid Ribbing och Anna Margaretha Sperling. Han blev korpral vid Henrik Horns bremiska infanteriregemente 1672, fänrik vid Västmanlands regemente 1673, deltog 1674–1675 i kriget i Tyskland och tog 1675 avsked från armén där. Ribbing blev samma år kapten vid Hälsinglands tremänningsinfanteriregemente, kapten vid Änkedrottningens livregemente till fot 1679, major vid änkedrottningens livregemente 1698 och överstelöjtnant där 1701. Han var hösten 1709 tillförordnad kommendant i Stralsund och 1709–1714 överste och chef för änkedrottningens livregemente. Han blev svårt sårad i slaget vid Lund. Ribbing skrev sig till Vik i Lekaryds socken och Sjöberg i Öggestorps socken. Han blev begraven i Lekaryds kyrka.